# Fernando Juan Fitz-James Stuart y Solís
Fernando Fitz-James Stuart (Madrid, 14 de setembro de 1990) é um nobre espanhol, filho de Carlos Juan Fitz-James Stuart y Martínez de Irujo, XIX Duque de Alba, e de sua ex-esposa Matilde de Solís-Beaumont y Martínez de Campos. Ele ostenta, desde fevereiro de 2015, o título de XV Duque de Huéscar e como o filho mais velho do atual Duque de Alba, é o herdeiro deste e de mais de trinta outros títulos nobiliárquicos, além de um dia se tornar o Chefe da Casa de Alba.
Ele tem um irmão mais novo, Carlos Arturo, Duque de Osorno, e um meio-irmão, também mais novo, por parte de mãe, chamado Francisco, e vive numa casa anexa ao Palácio de Liria.

## Infância e adolescência
Na infância, tanto Fernando como seu irmão sofreram com a depressão da mãe e o posterior divórcio dos pais. Depois da separação dos pais, coube a ele e ao irmão cuidar da mãe e de seu meio-irmão.  "Ele não teve uma infância fácil", escreveu o El País.

## Educação
Segundo a revista Vanity Fair, ele terminou o Ensino Médio com ótimas notas, tendo estudado no colégio privado Santa María de los Rosales, em Madrid, onde também haviam estudado seu pai e o Rei Filipe da Espanha. Ainda adolescente, para aperfeiçoar seu inglês, fez um curso no St. Martin’s Ampleforth de Londres.
Estudou Direito na Universidade de Londres seguido de um Mestrado na Universidade de Massachusetts. Em 2013, após voltar para Madrid, estudou Direção de Marketing no CIS (The College for International Studies) de Madrid.

## Trabalho
Fernando trabalha no Banco Santander, em Madrid, e ajuda o pai na administração da Casa de Alba, especificamente na Euroexplotaciones Agrarias, uma das empresas que gerencia as terras da família. Ele também trabalha, com o irmão e a mãe, na Mibor Inversiones, uma sociedade de investimentos imobiliários fundada pelo pai.

## Casamento e filhos
Fernando casou-se no dia 6 de outubro de 2018 com Sofía Palazuelo. O casamento aconteceu na capela do Palácio de Liria e teve, entre os convidados, a Rainha Sofia da Espanha.
Em abril de 2020, a revista espanhola Hola anunciou que o casal esperava o primeiro filho para o outono.
A primeira filha do casal, Rosário, que depois de seu avô e pai será Duquesa de Alba, nasceu no dia 8 de setembro de 2020, sendo que a revista espanhola Semana divulgou as primeiras imagens da menina quando a família deixou o hospital (veja as fotos aqui).

## Títulos e honrarias
- XV Duque de Huéscar – desde 2015[11]
- Membro da  Real Maestranza da Cavalaria de Sevilha – desde 2017